# Алесандрия (провинция)
Алесандрия (на италиански: Provincia di Alessandria) е провинция в Италия, в региона Пиемонт.
Площта ѝ е 3560 км², а населението – около 435 000 души (2007). Провинцията включва 187 общини, административен център е град Алесандрия.

## Административно деление
Провинцията се състои от 187 общини:
- Алесандрия
- Аволаска
- Акви Терме
- Албера Лигуре
- Аличе Бел Коле
- Алтавила Монферато
- Алувиони Пиовера
- Алфиано Ната
- Алцано Скривия
- Аркуата Скривия
- Базалуцо
- Балцола
- Басиняна
- Белфорте Монферато
- Бергамаско
- Берцано ди Тортона
- Бистаньо
- Бозио
- Боргето ди Борбера
- Борго Сан Мартино
- Боргорато Алесандрино
- Боско Маренго
- Боцоле
- Бриняно-Фраската
- Валенца
- Валмака
- Вигудзоло
- Визоне
- Виладеати
- Вилалверния
- Виламирольо
- Виланова Монферато
- Вилароманяно
- Виньоле Борбера
- Виняле Монферато
- Волпедо
- Волпелино
- Волтаджо
- Габиано
- Гави
- Гамалеро
- Гарбаня
- Гремиаско
- Грондона
- Гронярдо
- Гуадзора
- Дениче
- Дерниче
- Джароле
- Изола Сант'Антонио
- Кабела Лигуре
- Каваторе
- Казал Чермели
- Казале Монферато
- Казаледжо Бойро
- Казалночето
- Казаско
- Каманя Монферато
- Камино
- Канталупо Лигуре
- Каприата д'Орба
- Карбонара Скривия
- Карега Лигуре
- Карентино
- Карецано
- Карозио
- Карпенето
- Картозио
- Касано Спинола
- Касине
- Касинеле
- Кастелания
- Кастелар Гуидобоно
- Кастелацо Бормида
- Кастелето д'Еро
- Кастелето д'Орба
- Кастелето Мерли
- Кастелето Монферато
- Кастелнуово Бормида
- Кастелнуово Скривия
- Кастелспина
- Кониоло
- Концано
- Коста Весковато
- Кремолино
- Куарниенто
- Куатордио
- Лерма
- Лу и Кукаро Монферато
- Мазио
- Малвичино
- Мелацо
- Мерана
- Мирабело Монферато
- Моларе
- Молино дей Торти
- Момбело Монферато
- Момпероне
- Монджардино Лигуре
- Монлеале
- Монтакуто
- Монталдео
- Монталдо Бормида
- Монтеджоко
- Монтекастело
- Монтекиаро д'Акуи
- Монтемарцино
- Мончестино
- Морано сул По
- Морбело
- Морнезе
- Морсаско
- Муризенго
- Нови Лигуре
- Овада
- Овильо
- Одаленго Гранде
- Одаленго Пиколо
- Оливола
- Орсара Бормида
- Отильо
- Оцано Монферато
- Очимиано
- Падерна
- Парето
- Пароди Лигуре
- Пастурана
- Печето ди Валенца
- Пиетра Мараци
- Помаро Монферато
- Понтекуроне
- Понтестура
- Понти
- Понцано Монферато
- Понцоне
- Поцол Гропо
- Поцоло Формигаро
- Праско
- Предоза
- Ривалта Бормида
- Ривароне
- Рикалдоне
- Розиняно Монферато
- Рока Грималда
- Рокафорте Лигуре
- Рокета Лигуре
- Сала Монферато
- Сале
- Сан Джорджо Монферато
- Сан Кристофоро
- Сан Салваторе Монферато
- Сан Себастиано Куроне
- Сант'Агата Фосили
- Сардиляно
- Сарецано
- Серавале Скривия
- Сералунга ди Креа
- Сецадио
- Силвано д'Орба
- Солеро
- Солонгело
- Спинето Скривия
- Спиньо Монферато
- Стацано
- Стреви
- Тальоло Монферато
- Тасароло
- Теруджа
- Терцо
- Тичинето
- Тортона
- Тревиле
- Тризобио
- Фарбика Куроне
- Фелицано
- Фраконалто
- Франкавила Бизио
- Фрасинело Монферато
- Фрасинето По
- Фраскаро
- Фрезонара
- Фругароло
- Фубине
- Чела Монте
- Черезето
- Черето Груе
- Черина